# 張茵 (歌手)
張茵（英語：Cheung Yan, Yennis，1979年7月21日—），香港非主流歌手、香港唱作人、香港雜誌模特兒，生於香港。擁有香港演藝學院音樂系修畢課程的學歷。其父母都是唱京劇出身。

## 經歷
1994年，張茵入讀香港演藝學院，主修古典歌劇，副修作曲，並為Amoeba及東Touch等雜誌任模特兒。1995年加入以梁基爵為首的 Multiplex 樂隊，當上主音，並於同年推出首張唱片《六月雪》。亦替黃耀明大碟任和音。1996年推出《天花亂聚》專輯，重唱達明一派的那個下午我在舊居燒信。
1998年，張茵在香港會議展覽中心，替黃耀明及林海峰演唱會任表演嘉賓。其後更被經理人發掘，簽約新力唱片公司作個人發展。並於次年推出首張個人唱片。此外更受音樂製作人Dick Lee欣賞，為其首張個人唱片當上監製，可惜成績未如理想。1999年11月中，終於以個人形式推出首張個人唱片《張茵Yennis Cheung》，第一主打歌為《A Trip To The Moon》。更成為新力唱片亞太區會議指定演出歌手，其後更成為日本新力電子郵件軟件寵物PostPet代言人。其後更參與導演林愛華電影，《十二夜原聲大碟》中的四首歌曲。
除了歌唱外，她更拍攝百事可樂台灣電視廣告。亦為導演梁鴻華電影《對不起，隊冧你》以及導演鄒凱光電影《PR Girls青春援助交際》作客串演出。
客串演出過後，她再次投入音樂。並與林海峰的合唱《彭小姐》一曲。並收於林海峰個人唱片《的士夠格》中，除了與林海峰的合作，她亦為導演關錦鵬電影《飛一般愛情小說》唱主題曲《Hold You Tight》。還為導演林奕華的舞台劇《男裝帝女花》唱主題曲。隨後她離開了Multiplex。
2000年10月，她終於把新歌《密室》派臺。在2001年前兩天，張茵發表了第二張個人唱片《密室》。
在2002年張茵回返香港樂壇，簽約紅點娛樂。與的士高流行組合MP4成伙伴，在2002年至2003年分別合作了《乜嘢係戀愛？》及《上一個不愛回家的人．下一個...》兩首歌。
2003年除了之前與MP4合作，之後還任韓國第一女子組合Baby V.O.X，香港迷你演唱會的嘉賓。在5月終於把新歌《愚弄我嗎？》作第一主打歌在各電臺播放。隨後她在七月，便推出第三隻個人唱片荒誕都市。
2006年在倫敦制作首張英文唱片。

## 音樂創作

### 作曲
1999年
- Bye Bye

2000年
- 密室
- 漫遊
- 憶記

### 填詞
2000年
- 漫遊
- 憶記

2003年
- 荒誕都市
- 救世主
- 上一個不愛回家的人．下一個
- Trapped in your love

## 派台歌曲

### 個人
1999年
- A Trip To The Moon
- 雖然離開
- Starlight

2000年
- 密室

2001年
- 漫遊
- 難得有情人

2003年
- 愚弄我嗎 ?
- 密友

### 其他
2002年
- 乜嘢係戀愛？

2003年
- 上一個不愛回家的人，下一個

## 唱片

### 組合
- 1995年 六月雪

### 個人
- 1999年 張茵
- 2001年 密室EP
- 2003年 Eccentricity EP[3]

## 資料來源
1. ↑  .   [2017-10-14]. （原始内容存档于2017-10-14）.
2. ↑  張茵個人檔案
3. 1 2 3 4 5  彭思敏. . 明報周刊. 2003-09-13, (1818): 152.

## 外部連結
- 張茵的Facebook專頁